# باقر صحرارودی

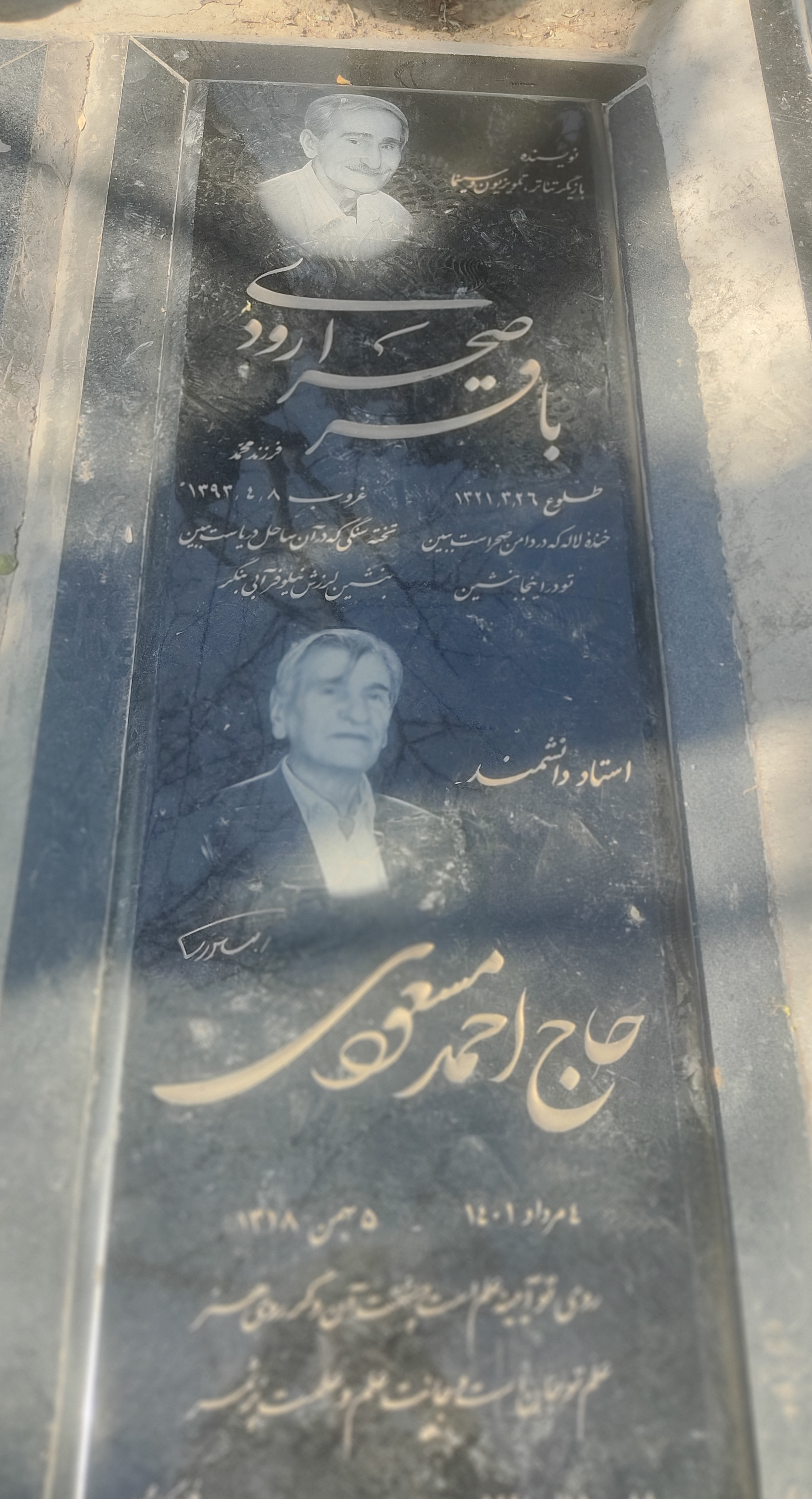
مزار باقر صحرارودی در قطعه هنرمندان بهشت زهرا

باقر صحرارودی (۲۶ خرداد ۱۳۲۱ – ۸ تیر ۱۳۹۳) بازیگر ایرانی بود. او تحصیلات خود را در دانشکده ادبیات فسا و شیراز و دانشکده ادبیات و دانشکدهٔ هنرهای زیبای تهران به انجام رسانید. وی از سال ۱۳۳۴ فعالیت هنری خود را آغاز کرد و از آن هنگام در حرفه هنری خود که بخش اعظم آن شامل کارهای تلویزیونی بود در مقام بازیگر، تهیه‌کننده، نویسنده و کارگردان به ایفای نقش پرداخت. نخستین حضور او در سینما در نقش معلم صمد بود.

## درگذشت
او حدود ۱۸ روز به علت مشکلات ریوی در بخش آی‌سی‌یو در بیمارستان لاله بستری بود و سرانجام در ۸ تیر ۱۳۹۳ درگذشت.

## فیلم‌شناسی

### سینما
1. گیرنده (۱۳۹۰)
2. کلانتری غیرانتفاعی (۱۳۸۷)
3. ملک سلیمان (۱۳۸۷)
4. ازدواج به سبک ایرانی (۱۳۸۳)
5. صنوبر (۱۳۸۰)
6. سگ‌کشی (۱۳۷۹)
7. شهر زنان (۱۳۷۷)
8. تابلویی برای عشق (۱۳۷۶)
9. عاشق فقیر (۱۳۷۴)
10. کودکانی از آب و گل (۱۳۷۲)
11. آبادانی‌ها (۱۳۷۱)
12. عیالوار (۱۳۷۱)
13. آقای بخشدار (۱۳۷۰)
14. جیب‌برها به بهشت نمی‌روند (۱۳۷۰)
15. دندان طلا (۱۳۷۰)
16. مسافران (۱۳۷۰)
17. در آرزوی ازدواج (۱۳۶۹)
18. زنبورک (۱۳۵۴)
19. اسرار گنج دره جنی (۱۳۵۳)
20. صمد آرتیست می‌شود (۱۳۵۳)
21. صمد به مدرسه می‌رود (۱۳۵۲)
22. خواستگار (۱۳۵۱)
23. ستارخان (۱۳۵۱)
24. صادق کرده (۱۳۵۱)
25. صمد و سامی، لیلا و لیلی (۱۳۵۱)
26. صمد و قالیچه حضرت سلیمان (۱۳۵۰)

### تلویزیون
| سال       | نام                                | سمت    | کارگردان               | توضیحات                                                    |
| --------- | ---------------------------------- | ------ | ---------------------- | ---------------------------------------------------------- |
| ۱۳۹۳–۱۳۹۱ | جلال‌الدین                          | بازیگر | شهرام اسدی آرش معیریان | شبکه ۱                                                     |
| ۱۳۹۱      | تله‌فیلم «پناه بر خدا»              | بازیگر | حسین عامری             | صدا و سیمای مرکز سمنان                                     |
| ۱۳۹۱–۱۳۹۰ | تله‌فیلم «نقش لیلی»                 | بازیگر | خسرو معصومی            |                                                            |
| ۱۳۹۰      | سیر و سرکه                         | بازیگر | غلامرضا رمضانی         | شبکه ۲                                                     |
| ۱۳۸۹      | راه دررو                           | بازیگر | سعید آقاخانی           | در نوروز ۱۳۹۰ از شبکه ۳ پخش شد.                            |
| ۱۳۸۹      | بچه‌های بهشت                        | بازیگر | خسرو معصومی            |                                                            |
| ۱۳۸۸–۱۳۸۹ | در چشم باد                         | بازیگر | مسعود جعفری جوزانی     | در نقش «یدالله، خدمتکار رضاشاه»، پخش از شبکه ۱             |
| ۱۳۸۷      | چهارسوق خاطره                      | بازیگر | خسرو معصومی            |                                                            |
| ۱۳۸۶      | حکایت نی                           | بازیگر | علی مختارزاده          | گروه کودک و نوجوان شبکه ۱                                  |
| ۱۳۸۶      | ترش و شیرین                        | بازیگر | رضا عطاران             | در نقش «آقای کتابی» در نوروز ۱۳۸۶ از شبکه ۳ پخش شد.        |
| ۱۳۸۵      | مسافری از گرونگول                  | بازیگر | مرتضی متولی            | در نقش آقای سعادت گروه کودک و نوجوان شبکه دو.              |
| ۱۳۸۴      | ریحانه                             | بازیگر | سیروس مقدم             | یک نقش کوتاه در نقش مسئول مسافرخانه                        |
| ۱۳۸۳      | ماجرای تقی‌جان                      | بازیگر | مرضیه محبوب            | یک مجموعهٔ عروسکی که از برنامه کودک و نوجوان شبکه ۲ پخش شد. |
| ۱۳۸۲      | کوچهٔ اقاقیا                        | بازیگر | رضا عطاران             | در نقش «میکائیل»                                           |
| ۱۳۸۰      | چراغ‌های خاموش                      | بازیگر | کاظم بلوچی             | در ماه رمضان ۱۳۸۰ از برنامه کودک و نوجوان شبکه ۱ پخش شد.   |
| ۱۳۸۰–۱۳۷۴ | خورشید شب                          | بازیگر | فریبرز صالح سیروس مقدم | شبکه ۲                                                     |
| ۱۳۸۰–۱۳۷۹ | چراغ جادو                          | بازیگر | همایون اسعدیان         | شبکه ۱                                                     |
| ۱۳۸۰–۱۳۷۹ | مهمانی از بهشت                     | بازیگر | عبداله باکیده          | شبکه ۲                                                     |
| ؟         | داروخانه پرماجرا                   | بازیگر | رسول نجفیان            | اواخر دهه هفتاد پخش می‌شد.                                  |
| ۱۳۷۹–۱۳۷۸ | قصه‌های شهرک سینمایی                | بازیگر | بابک محمدی             |                                                            |
| ۱۳۷۸      | دردسر بزرگ                         | بازیگر | علی عبدالعلی‌زاده       | در نوروز ۱۳۷۹ از شبکه ۲ پخش شد.                            |
| ۱۳۷۸      | آقای حسابی                         | بازیگر | بهروز بقایی            | کارگردان تلویزیونی: «ساسان امیرپور» / شبکه ۲               |
| ۱۳۷۸–۱۳۷۷ | روزهای زندگی                       | بازیگر | سیروس مقدم             | در سال ۱۳۷۹ از شبکه ۳ پخش شد.                              |
| ۱۳۷۷      | گم‌شده                              | بازیگر | مسعود نوابی            | شبکه ۱                                                     |
| ۱۳۷۶      | دل‌های شاد                          | بازیگر | حمید قدکچیان           |                                                            |
| ۱۳۷۶      | چشم گربه‌ای                         | بازیگر | مسعود رشیدی            | شبکه ۱                                                     |
| ۱۳۷۶      | تاجر ونیزی                         | بازیگر | تاجبخش فنائیان         | شبکه ۲ کارگردان تلویزیونی: «حسین فردرو»                    |
| ۱۳۷۶–۱۳۷۵ | تهران ۱۱–۵۹۵ ج ۴۸                  | بازیگر | مرضیه برومند           | بازی در اپیزود «جمعه»                                      |
| ۱۳۷۵      | ضیافت                              | بازیگر | حسین فرخی              | شبکه ۱                                                     |
| ۱۳۷۴      | نابغه‌های قرن بیستم                 | بازیگر | حسین محب‌اهری           | شبکه ۳                                                     |
| ۱۳۷۴      | پردهٔ عجایب                         | بازیگر | داریوش مؤدبیان         | شبکه ۲                                                     |
| ۱۳۷۴      | بی‌بی‌یون                            | بازیگر | حسین پناهی             |                                                            |
| ۱۳۷۲      | یک حرف از هزاران                   | بازیگر | جهانگیر صمیمی‌فرد       | شبکه ۱ کارگردان تلویزیونی: «هرمز ناظم‌پور»                  |
| ۱۳۷۰      | قصه‌های زندگی                       | بازیگر | رضا کرم‌رضایی           |                                                            |
| ۱۳۷۰      | امام علی                           | بازیگر | داوود میرباقری         | در نقش «کعب‌الاحبار»                                        |
| ۱۳۶۵–۱۳۶۴ | سایهٔ همسایه                        | بازیگر | اسماعیل خلج            | در نقش «اوستا صفر» نویسنده: «محمود استادمحمد»              |
| ۱۳۶۶      | گلدان‌ها و آفتاب                    | بازیگر | حسین پناهی             | بازی در اپیزود «فرقون» کارگردان تلویزیونی: «شیرین جاهد»    |
| ۱۳۶۶      | تله‌تئاتر «ماجراهای رونالد و مادرش» | بازیگر | حسین پناهی             |                                                            |
| ۱۳۵۶      | دمی با ملا و عبید                  | بازیگر | سعید نادری             | در نوروز سال ۱۳۵۷ پخش شد.                                  |